# Lost Whispers
Lost Whispers – album kompilacyjny zespołu Evanescence wydany 9 grudnia 2016 roku przez wytwórnię The Bicycle Music Company. Zawiera strony B singli oraz dwa nowe nagrania; intro Lost Whispers z trasy zespołu z 2009 roku i nową wersję Even in Death pochodzącą z płyty Origin z 2000 roku.

## Lista utworów
| #   | Tytuł                              | Autor tekstu                         | Czas trwania |
| --- | ---------------------------------- | ------------------------------------ | ------------ |
| 1.  | "Lost Whispers"                    | Amy Lee                              | 0:59         |
| 2.  | "Even in Death"                    | Ben Moody, Lee, David Hodges,        | 4:22         |
| 3.  | "Missing"                          | Lee, Moody, Hodges                   | 4:16         |
| 4.  | "Farther Away"                     | Lee, Moody, Hodges                   | 4:59         |
| 5.  | "Breathe No More"                  | Lee                                  | 3:49         |
| 6.  | "If You Don't Mind"                | Terry Balsamo, Will Boyd, Lee        | 2:57         |
| 7.  | "Together Again"                   | Lee                                  | 3:19         |
| 8.  | "The Last Song I'm Wasting on You" | Lee                                  | 4:07         |
| 9.  | "A New Way Too Bleed"              | Lee, Balsamo                         | 3:46         |
| 10. | "Say You Will"                     | Tim McCord, Lee, Balsamo             | 3:41         |
| 11. | "Disappear"                        | McCord, Lee, Balsamo, Troy McLawhorn | 3:06         |
| 12. | "Secret Door"                      | Lee, William B. Hunt                 | 3:54         |